# Celama kanshireiensis
Celama kanshireiensis är en fjärilsart som beskrevs av Alfred Ernest Wileman och South 1916. Celama kanshireiensis ingår i släktet Celama och familjen trågspinnare. Inga underarter finns listade i Catalogue of Life.